# Arno Hey
Arno Hey (* 26. November 1964 in Würzburg; † 2014 in Volkach) war ein deutscher Kunstschmied und Bildhauer. 

## Leben
Arno Hey wurde am 26. November 1964 in der unterfränkischen Stadt Würzburg geboren. Die Familie Hey betrieb in vierter Generation in der Oberen Vorstadt der Stadt Volkach eine Schmiede, in der Stadt und ihrem Umland wuchs Hey auch auf. Arno Hey besuchte das Franken-Landschulheim Schloss Gaibach im gleichnamigen Volkacher Gemeindeteil. Nach der Mittleren Reife an der Ludwig-Derleth-Realschule in Gerolzhofen begann er eine Ausbildung zum Kunstschmied. Berufsbegleitend nahm er ein Studium an der Meisterschule für Kunstschmiede und Metallgestalter in München auf, die er im Jahr 1989 mit der Meisterprüfung und dem Fachabitur abschloss. In den Jahren seiner Ausbildung machte Hey ein Praktikum in der Goldschmiede der Abtei Münsterschwarzach und arbeitete in wechselnden Betrieben als Metallgestalter und Kunstschmied. 
Im Jahr 1989 erhielt er ein Stipendium der Begabtenförderung des Bundesministeriums für Wissenschaft und Kultur und nahm ein Studium auf. Hierzu schrieb er sich an der Akademie für Gestaltung in Aachen ein und schloss das Studium als Diplomdesigner ab. Hey machte sich im Jahr 1993 als Kunstschmiedemeister und freischaffender Künstler selbstständig. Daneben nahm er wechselnde Fort- und Weiterbildungen wahr. So absolvierte er ein Bildhauerstudium an der Akademie der Künste in Berlin, lernte in der Städelschule in Frankfurt am Main bei Hermann Nitsch und an der Kunstakademie Bad Reichenhall bei Markus Lüpertz. 2006 erhielt er vom Bayerischen Staatsminister Hans Zehetmair ein dreijähriges Stipendium. Hey arbeitete sowohl als Maler und Bildhauer und engagierte sich mit seinen Werken in der Kunstvermittlung für sehbehinderte Kinder. Er lebte zuletzt in Franken und auf der Baleareninsel Andratx und starb im Jahr 2014 in Volkach.

## Werke (Auswahl)
„Arno Heys Kunst hat nichts mit dem Berserkertum seines Lehrers Nitsch zu tun. Seine aus Naturstahl geschweißten Skulpturen, die dem Betrachter den italienischen Künstler Alberto Giacometti in den Sinn kommen lassen, sind filigrane, fast zerbrechlich wirkende Werke, die aber nicht für sich alleine im Raum stehen, sondern mit den an den Wänden hängenden Öl-Acrylbildern und Stahldrucken korrespondieren.“ „Die Objekte erzählen von Glück, von Verletzlichkeit, Unzulänglichkeit und Unsicherheit.“

### Ausstellungen
- 1998: Marmelsteiner Kabinett, Würzburg
- 2001: Bundesgartenschau, Potsdam[6]
- 2003: Galerie am Pranger, Dettelbach
- 2006: Staatsratsgebäude, Berlin
- 2007: Galerie zum Pflasterstein, Königsberg in Bayern
- 2008: Städtische Galerie im Lenbachhaus, München
- 2008: Skulpturengarten Sonnenwald, Grattersdorf
- 2011: Kulturspeicher, Würzburg[7]
- 2013: Galerie Bernhard Schwanitz, Würzburg
- 2013: Weingut Zur Schwane, Volkach[8]

### Kunst im öffentlichen Raum
- o. J.: Kitzingen, St. Johannes, „Opferkerzenständer“
- 2006: Würzburg, Kiliansplatz, „Kopf I“
- 2008: Volkach, Kreisstraße KT 36, „Ikarus I bis III“[9]
- 2010: Volkach, Am Strehlhofer Weg, Kulturbaum
- 2011: Nordheim am Main, Hauptstraße, Dorfbrunnen
- 2012: Sulzfeld am Main, Cyriakusberg, Buchstaben
- 2013: Sommerhausen, terroir-f, „Der Schauende“[10]

## Mitgliedschaften
- Bundesverband Bildender Künstler
- Rotary-Club Volkach/Gerolzhofen